# Acanthogorgia pararmata
Acanthogorgia pararmata är en korallart som först beskrevs av Stiasny 1947.  Acanthogorgia pararmata ingår i släktet Acanthogorgia och familjen Acanthogorgiidae. Inga underarter finns listade i Catalogue of Life.